# Serena Manetti
Serena Manetti (ur. 29 lutego 1992 we Florencji) – włoska wioślarka.

## Osiągnięcia
- Mistrzostwa Europy – Ateny 2008 – ósemka – 4. miejsce[1].